# Torneio de Wimbledon de 2014
O Torneio de Wimbledon de 2014 foi um torneio de tênis disputado nas quadras de grama do All England Lawn Tennis and Croquet Club, no bairro de Wimbledon, em Londres, no Reino Unido, entre 23 de junho e 7 de julho. Corresponde à 47ª edição da era aberta e à 128ª de todos os tempos.
O britânico Andy Murray estava defendendo o título, mas perdeu para Grigor Dimitrov nas quartas de final. A francesa Marion Bartoli, campeã de 2014, não voltou para defender seu título, pois se aposentou no ano anterior. No segundo dia da chave principal, a atual campeã tradicionamente abre a programação da Quadra Central. Bartoli foi substituída pela atual vice-campeã, Sabine Lisicki.
Os títulos masculino e feminino foram conquistados pelo sérvio Novak Djokovic e pela tcheca Petra Kvitová, respectivamente. É o segundo título deles na grama de Wimbledon. O primeiro de ambos, coincidentemente, foi no mesmo ano, em 2011.

## Pontuação e premiação

### Distribuição de pontos
ATP e WTA informam suas pontuações em Grand Slam, distintas entre si, em simples e em duplas. A ITF responde exclusivamente pelos juvenis e cadeirantes.
Os qualificatórios de duplas masculinas e femininas são exclusivos de Wimbledon. Considerados torneios amistosos, os de duplas mistas e os de convidados não geram pontos.
No juvenil, os simplistas jogam duas fases de qualificatório, mas só os que passam à chave principal pontuam. Em duplas, a pontuação é por jogador. A partir da fase com 16, os competidores recebem pontos adicionais de bônus (os valores da tabela já somam as duas pontuações).
Este é o primeiro ano que WTA e ITF, no juvenil, usam esse sistema de pontos.

#### Profissional
| Evento            | V    | F    | SF  | QF  | R16 | R32 | R64 | R128 | Q  | Q3 | Q2 | Q1 |
| Simples masculino | 2000 | 1200 | 720 | 360 | 180 | 90  | 45  | 10   | 25 | 16 | 8  | 0  |
| Duplas masculinas | 2000 | 1200 | 720 | 360 | 180 | 90  | 0   | —    | 25 | 0  | 0  | —  |
| Simples feminino  | 2000 | 1300 | 780 | 430 | 240 | 130 | 70  | 10   | 40 | 30 | 20 | 2  |
| Duplas femininas  | 2000 | 1300 | 780 | 430 | 240 | 130 | 10  | —    | 40 | 0  | 0  | —  |

| Evento            | V   | F   | SF  | QF  | R16 | R32 | R64 | Q  | Q2 | Q1 |
| Simples Masculino | 375 | 270 | 180 | 120 | 75  | 30  | 25* | 20 | 0  | 0  |
| Simples Feminino  | 375 | 270 | 180 | 120 | 75  | 30  | 25* | 20 | 0  | 0  |
| Duplas Masculinas | 270 | 180 | 120 | 75  | 45  | 0   | —   | —  | —  | —  |
| Duplas Femininas  | 270 | 180 | 120 | 75  | 45  | 0   | —   | —  | —  | —  |

| Evento | V   | F   | 3º lugar | 4º lugar |
| Duplas | 800 | 500 | 100      | 100      |

### Premiação
A premiação geral aumentou 10,8% em relação a 2013. Os títulos de simples tiveram um acréscimo de £ 160.000 cada.
O número de participantes em simples se difere somente na fase qualificatória (128 homens contra 96 mulheres). Os valores para duplas são por par. O torneio de duplas mistas possui mais participantes que os outros de Grand Slam (48, contra 32 dos concorrentes). Diferentemente da pontuação, não há recompensa aos vencedores do qualificatório.
Nos eventos secundários há apenas duplas. Convidados possuem três torneios (masculino, feminino e sêniores - masculino). Os qualifiers de duplas e todos os juvenis não são pagos.
| Evento                 | V           | F         | SF        | QF        | Últimos 16 | Últimos 32 | Últimos 64 | Últimos 128 | Q3        | Q2        | Q1        |
| Contemplados           | 1           | 1         | 2         | 4         | 8          | 16         | 32         | 64          | 16H / 12M | 32H / 24M | 64H / 48M |
| Simples (2)            | £ 1.760.000 | £ 880.000 | £ 440.000 | £ 226.000 | £ 117.000  | £ 71.000   | £ 43.000   | £ 27.000    | £ 13.500  | £ 6.750   | £ 3.375   |
| Duplas (2)             | £ 325.000   | £ 163.000 | £ 81.500  | £ 41.000  | £ 21.500   | £ 13.000   | £ 8.500    | —           | £ 0       | £ 0       | —         |
| Duplas mistas          | £ 96.000    | £ 48.000  | £ 24.000  | £ 11.500  | £ 5.600    | £ 2.800    | £ 1.400*   | —           | —         | —         | —         |
| Duplas cadeirantes (2) | £ 12.000    | £ 6.000   | £ 4.000*  | £ 3.000*  | —          | —          | —          | —           | —         | —         | —         |
| Duplas convidadas (3)  | £ 21.000    | £ 18.000  | £ 15.000* | £ 14.000* | £ 13.000*  | —          | —          | —           | —         | —         | —         |

Total dos eventos: £ 24.037.000
Per diem (estimado): £ 963.000
Total da premiação: £ 25.000.000

## Cabeças de chave

### Simples

#### Masculino
| Cabeça | Ranking | Jogador                | Pontos | Pontos a defender | Pontos conquistados | Nova pontuação | Status                                             |
| ------ | ------- | ---------------------- | ------ | ----------------- | ------------------- | -------------- | -------------------------------------------------- |
| 1      | 2       | Novak Djokovic         | 12.330 | 1.200             | 2.000               | 13.130         | Campeão, derrotou Roger Federer [4]                |
| 2      | 1       | Rafael Nadal           | 12.500 | 10                | 180                 | 12.670         | Quarta fase, perdeu para Nick Kyrgios [WC]         |
| 3      | 5       | Andy Murray            | 4.680  | 2.000             | 360                 | 3.040          | Quartas de final, perdeu para Grigor Dimitrov [11] |
| 4      | 4       | Roger Federer          | 4.945  | 45                | 1.200               | 6.100          | Vice-campeão, perdeu para Novak Djokovic [1]       |
| 5      | 3       | Stan Wawrinka          | 5.420  | 10                | 360                 | 5.770          | Quartas de final, perdeu para Roger Federer [4]    |
| 6      | 6       | Tomáš Berdych          | 4.680  | 360               | 90                  | 4.410          | Terceira fase, perdeu para Marin Čilić [26]        |
| 7      | 7       | David Ferrer           | 4.190  | 360               | 45                  | 3.875          | Segunda fase, perdeu para Andrey Kuznetsov         |
| 8      | 9       | Milos Raonic           | 3.245  | 45                | 720                 | 3.920          | Semifinais, perdeu para Roger Federer [4]          |
| 9      | 11      | John Isner             | 2.690  | 45                | 90                  | 2.735          | Terceira fase, perdeu para Feliciano López [19]    |
| 10     | 12      | Kei Nishikori          | 2.690  | 90                | 180                 | 2.780          | Quarta fase, perdeu para Milos Raonic [8]          |
| 11     | 13      | Grigor Dimitrov        | 2.595  | 45                | 720                 | 3.270          | Semifinais, perdeu para Novak Djokovic [1]         |
| 12     | 10      | Ernests Gulbis         | 2.725  | 90                | 45                  | 2.680          | Segunda fase, perdeu para Sergiy Stakhovsky        |
| 13     | 14      | Richard Gasquet        | 2.415  | 90                | 45                  | 2.370          | Segunda fase, perdeu para Nick Kyrgios [WC]        |
| 14     | 17      | Jo-Wilfried Tsonga     | 1.775  | 45                | 180                 | 1.910          | Quarta fase, perdeu para Novak Djokovic [1]        |
| 15     | 24      | Jerzy Janowicz         | 1.510  | 720               | 90                  | 880            | Terceira fase, perdeu para Tommy Robredo [23]      |
| 16     | 15      | Fabio Fognini          | 2.155  | 10                | 90                  | 2.235          | Terceira fase, perdeu para Kevin Anderson [20]     |
| 17     | 16      | Mikhail Youzhny        | 1.790  | 180               | 45                  | 1.655          | Segunda fase, perdeu para Jimmy Wang [Q]           |
| 18     | 23      | Fernando Verdasco      | 1.555  | 360               | 10                  | 1.205          | Primeira fase, perdeu para Marinko Matosevic       |
| 19     | 25      | Feliciano López        | 1.455  | 90                | 180                 | 1.545          | Quarta fase, perdeu para Stan Wawrinka [5]         |
| 20     | 18      | Kevin Anderson         | 1.745  | 90                | 180                 | 1.835          | Quarta fase, perdeu para Andy Murray [3]           |
| 21     | 19      | Alexandr Dolgopolov    | 1.680  | 90                | 90                  | 1.680          | Terceira fase, perdeu para Grigor Dimitrov [11]    |
| 22     | 27      | Philipp Kohlschreiber  | 1.440  | 10                | 45                  | 1.475          | Segunda fase, perdeu para Simone Bolelli [LL]      |
| 23     | 22      | Tommy Robredo          | 1.630  | 90                | 180                 | 1.720          | Quarta fase, perdeu para Roger Federer [4]         |
| 24     | 21      | Gaël Monfils           | 1.635  | (20)              | 45                  | 1.660          | Segunda fase, perdeu para Jiří Veselý [WC]         |
| 25     | 34      | Andreas Seppi          | 1.105  | 180               | 10                  | 935            | Primeira fase, perdeu para Leonardo Mayer          |
| 26     | 29      | Marin Čilić            | 1.350  | 45                | 360                 | 1.665          | Quartas de final, perdeu para Novak Djokovic [1]   |
| 27     | 28      | Roberto Bautista Agut  | 1.580  | 45                | 90                  | 1.625          | Terceira fase, perdeu para Andy Murray [3]         |
| 28     | 31      | Guillermo García-López | 1.163  | 10                | 10                  | 1.163          | Primeira fase, perdeu para Dušan Lajović           |
| 29     | 33      | Ivo Karlović           | 1.181  | (16)              | 10                  | 1.175          | Primeira fase, perdeu para Frank Dancevic [LL]     |
| 30     | 30      | Marcel Granollers      | 1.250  | 10                | 45                  | 1.285          | Segunda fase, perdeu para Santiago Giraldo         |
| 31     | 35      | Vasek Pospisil         | 1.170  | 45                | 10                  | 1.135          | Primeira fase, perdeu para Robin Haase             |
| 32     | 32      | Dmitry Tursunov        | 1.200  | 10                | 10                  | 1.200          | Primeira fase, perdeu para Denis Istomin           |

#### Feminino
| Cabeça | Ranking | Jogadora                 | Pontos | Pontos a defender | Pontos conquistados | Nova pontuação | Status                                                   |
| ------ | ------- | ------------------------ | ------ | ----------------- | ------------------- | -------------- | -------------------------------------------------------- |
| 1      | 1       | Serena Williams          | 9.660  | 280               | 130                 | 9.510          | Terceira fase, perdeu para Alizé Cornet [25]             |
| 2      | 2       | Li Na                    | 7.330  | 500               | 130                 | 6.960          | Terceira fase, perdeu para Barbora Záhlavová-Strýcová    |
| 3      | 3       | Simona Halep             | 6.105  | 100               | 780                 | 6.785          | Semifinais, perdeu para Eugenie Bouchard [13]            |
| 4      | 4       | Agnieszka Radwańska      | 5.990  | 900               | 240                 | 5.330          | Quarta fase, perdeu para Ekaterina Makarova [22]         |
| 5      | 5       | Maria Sharapova          | 4.741  | 100               | 240                 | 4.881          | Quarta fase, perdeu para Angelique Kerber [9]            |
| 6      | 6       | Petra Kvitová            | 4.570  | 500               | 2.000               | 6.070          | Campeã, derrotou Eugenie Bouchard [13]                   |
| 7      | 7       | Jelena Janković          | 3.990  | 100               | 10                  | 3.900          | Primeira fase, perdeu para Kaia Kanepi                   |
| 8      | 8       | Victoria Azarenka        | 3.842  | 100               | 70                  | 3.812          | Segunda fase, perdeu para Bojana Jovanovski              |
| 9      | 9       | Angelique Kerber         | 4.035  | 100               | 430                 | 4.365          | Quartas de final, perdeu para Eugenie Bouchard [13]      |
| 10     | 10      | Dominika Cibulková       | 3.666  | 160               | 130                 | 3.636          | Terceira fase, perdeu para Lucie Šafářová [23]           |
| 11     | 11      | Ana Ivanovic             | 3.630  | 100               | 130                 | 3.660          | Terceira fase, perdeu para Sabine Lisicki [19]           |
| 12     | 12      | Flavia Pennetta          | 3.378  | 280               | 70                  | 3.168          | Segunda fase, perdeu para Lauren Davis                   |
| 13     | 13      | Eugenie Bouchard         | 3.320  | 160               | 1.300               | 4.460          | Vice-campeã, perdeu para Petra Kvitová [6]               |
| 14     | 14      | Sara Errani              | 3.120  | 5                 | 10                  | 3.125          | Primeira fase, perdeu para Caroline Garcia               |
| 15     | 15      | Carla Suárez Navarro     | 2.905  | 280               | 70                  | 2.695          | Segunda fase, perdeu para Zarina Diyas                   |
| 16     | 16      | Caroline Wozniacki       | 2.685  | 100               | 240                 | 2.825          | Quarta fase, perdeu para Barbora Záhlavová-Strýcová      |
| 17     | 17      | Samantha Stosur          | 2.565  | 160               | 10                  | 2.415          | Primeira fase, perdeu para Yanina Wickmayer              |
| 18     | 18      | Sloane Stephens          | 2.540  | 500               | 10                  | 2.050          | Primeira fase, perdeu para Maria Kirilenko               |
| 19     | 19      | Sabine Lisicki           | 2.397  | 1.400             | 430                 | 1.427          | Quartas de final, perdeu para Simona Halep [3]           |
| 20     | 20      | Andrea Petkovic          | 2.205  | 100               | 130                 | 2.235          | Terceira fase, perdeu para Eugenie Bouchard [13]         |
| 21     | 21      | Roberta Vinci            | 2.150  | 280               | 10                  | 1.880          | Primeira fase, perdeu para Donna Vekić                   |
| 22     | 22      | Ekaterina Makarova       | 2.110  | 160               | 430                 | 2.380          | Quartas de final, perdeu para Lucie Šafářová [23]        |
| 23     | 23      | Lucie Šafářová           | 1.995  | 100               | 780                 | 2.675          | Semifinais, perdeu para Petra Kvitová [6]                |
| 24     | 24      | Kirsten Flipkens         | 1.880  | 900               | 130                 | 1.110          | Terceira fase, perdeu para Angelique Kerber [9]          |
| 25     | 25      | Alizé Cornet             | 1.995  | 160               | 240                 | 2.075          | Quarta fase, perdeu para Eugenie Bouchard [13]           |
| 26     | 26      | Anastasia Pavlyuchenkova | 1.885  | 5                 | 10                  | 1.890          | Primeira fase, perdeu para Alison Riske                  |
| 27     | 27      | Garbiñe Muguruza         | 1.625  | 100               | 10                  | 1.535          | Primeira fase, perdeu para Coco Vandeweghe               |
| 28     | 28      | Svetlana Kuznetsova      | 1.636  | 0                 | 10                  | 1.646          | Primeira fase, perdeu para Michelle Larcher de Brito [Q] |
| 29     | 29      | Sorana Cîrstea           | 1.611  | 100               | 10                  | 1.521          | Primeira fase, perdeu para Victoria Duval [Q]            |
| 30     | 30      | Venus Williams           | 1.596  | 0                 | 130                 | 1.726          | Terceira fase, perdeu para Petra Kvitová [6]             |
| 31     | 31      | Klára Koukalová          | 1.535  | 160               | 70                  | 1.445          | Segunda fase, perdeu para Madison Keys                   |
| 32     | 32      | Elena Vesnina            | 1.105  | 100               | 70                  | 1.075          | Segunda fase, perdeu para Barbora Záhlavová-Strýcová     |

## Convidados à chave principal

### Simples
| - Marcos Baghdatis - Daniel Cox - Kyle Edmund - Daniel Evans - Nick Kyrgios - Daniel Smethurst - Jiří Veselý - James Ward | - Naomi Broady - Jarmila Gajdošová - Tara Moore - Samantha Murray - Kristýna Plíšková - Silvia Soler Espinosa - Taylor Townsend - Vera Zvonareva |

| Duplas Masculinas Edward Corrie / Daniel Smethurst Jamie Delgado / Gilles Müller Kyle Edmund / Sergiy Stakhovsky Daniel Evans / James Ward Colin Fleming / Ross Hutchins | - Naomi Broady / Eleni Daniilidou - Martina Hingis / Vera Zvonareva - Johanna Konta / Tara Moore - Jocelyn Rae / Anna Smith |

#### Mistas
- Colin Fleming /  Jocelyn Rae
- Ross Hutchins /  Heather Watson
- Neal Skupski /  Naomi Broady
- James Ward /  Anna Smith

## Finais

### Profissional
| Categoria | Evento    | Campeã(s)(o/ões)               | Vice-campeã(s)(o/ões)           | Resultado                 | Chave(s)  | Chave(s)       |
| --------- | --------- | ------------------------------ | ------------------------------- | ------------------------- | --------- | -------------- |
| Simples   | Masculino | Novak Djokovic                 | Roger Federer                   | 76–7, 6–4, 7–64, 5–7, 6–4 | principal | qualificatório |
| Simples   | Feminino  | Petra Kvitová                  | Eugenie Bouchard                | 6–3, 6–0                  | principal | qualificatório |
| Duplas    | Masculino | Vasek Pospisil Jack Sock       | Bob Bryan Mike Bryan            | 7–65, 36–7, 6–4, 3–6, 7–5 | principal | qualificatório |
| Duplas    | Feminino  | Sara Errani Roberta Vinci      | Tímea Babos Kristina Mladenovic | 6–1, 6–3                  | principal | qualificatório |
| Duplas    | Misto     | Nenad Zimonjić Samantha Stosur | Max Mirnyi Chan Hao-ching       | 6–4, 6–2                  | principal | principal      |

### Juvenil
| Categoria | Evento    | Campeã(s)(o/ões)            | Vice-campeã(s)(o/ões)       | Resultado     | Chave(s)  | Chave(s)       |
| --------- | --------- | --------------------------- | --------------------------- | ------------- | --------- | -------------- |
| Simples   | Masculino | Noah Rubin                  | Stefan Kozlov               | 6–4, 4–6, 6–3 | principal | qualificatório |
| Simples   | Feminino  | Jeļena Ostapenko            | Kristína Schmiedlová        | 2–6, 6–3, 6–0 | principal | qualificatório |
| Duplas    | Masculino | Orlando Luz Marcelo Zormann | Stefan Kozlov Andrey Rublev | 6–4, 3–6, 8–6 | principal | principal      |
| Duplas    | Feminino  | Tami Grende Ye Qiuyu        | Marie Bouzková Dalma Gálfi  | 6–2, 7–65     | principal | principal      |

### Cadeirante
| Categoria | Evento    | Campeã(s)(o/ões)               | Vice-campeã(s)(o/ões)          | Resultado     | Chave     |
| --------- | --------- | ------------------------------ | ------------------------------ | ------------- | --------- |
| Duplas    | Masculino | Stéphane Houdet Shingo Kunieda | Maikel Scheffers Ronald Vink   | 5–7, 6–0, 6–3 | principal |
| Duplas    | Feminino  | Yui Kamiji Jordanne Whiley     | Jiske Griffioen Aniek van Koot | 2–6, 6–2, 7–5 | principal |

### Outros eventos
| Categoria         | Evento           | Campeã(s)(o/ões)                  | Vice-campeã(s)(o/ões)           | Resultado        | Chave     |           |
| ----------------- | ---------------- | --------------------------------- | ------------------------------- | ---------------- | --------- | --------- |
| Duplas convidadas | Masculino sênior | Guy Forget Cédric Pioline         | Rick Leach Mark Woodforge       | 6–4, 6–3         | principal | principal |
| Duplas convidadas | Masculino        | Thomas Enqvist Mark Philippoussis | Jacco Eltingh                   | 3–6, 6–3, [10–3] | principal | principal |
| Duplas convidadas | Feminino         | Jana Novotná Barbara Schett       | Martina Navrátilová Selima Sfar | 6–0, 7–6         | principal | principal |